# 鶴田法男
鶴田 法男（つるた のりお、1960年12月30日 - ）は、日本の映画監督、脚本家、小説家。
「Jホラーの父」、「Jホラーの先駆者」と呼ばれる。2010年より「三鷹コミュニティシネマ映画祭」にスーパーバイザーとして協力。アンドリーム（&REAM）所属。

## 経歴
東京都生まれ。実家は東京都三鷹市で映画館「三鷹大映」を経営していた（大映倒産後は「三鷹東映」を経て、名画座「三鷹オスカー」となり、1990年に閉館）。和光大学経済学部卒業後は船井電機に就職。ちょうどフナイがVHSに参入した時期であり、フナイ傘下のビデオソフト会社である「HRSフナイ」で海外のマニアックな映画を買い付け、VHSで盛んにリリースした。その後、映画配給会社のギャガに転職し、宣伝業務に従事した。しかし、映画監督の夢を捨てきれず脱サラ。フナイでマニアックな海外映画を買い付ける仕事は後輩社員の志村大祐が引き継いだが、志村も結局、独立してザジフィルムズを設立した。
1991年、自ら企画した同名ホラー・コミックのビデオ映画化『ほんとにあった怖い話』でプロ監督デビュー。1992年にかけて、『ほんとにあった怖い話／第二夜』、『新・ほんとにあった怖い話／幽幻界』のシリーズが製作された（脚本家として小中千昭も参加）。1999年、テレビ『学校の怪談』を皮切りにテレビ界にも進出、『ほんとにあった怖い話』をフジテレビの2時間ドラマとして完成させた。2004年春、SMAPの稲垣吾郎をメインとしたレギュラー・シリーズとなり、同年秋から2005年春にはセカンド・シーズンが放映され、鶴田はメイン監督を務めた。
2004年、つのだじろうの「恐怖新聞」を原作とした『予言』を発表。2007年、米国のテレビ・シリーズ『Masters Of Horror』の一編『ドリーム・クルーズ』（日本では劇場公開）を撮り全米進出。2008年、楳図かずお原作の『おろち』を映画化。本作は同年の釜山国際映画祭に招待された。
2020年、中国映画に招かれて監督した『戦慄のリンク』（原題：网络凶铃／ワンリューシュンリン）が中国国内5,000館で公開。2022年、日本国内で上映が開始された。
2022年、新国立劇場小劇場『六番目の小夜子』の総監督として舞台演出を初めて手がけた。
また、脚本家の佐東みどりとのコンビで、怪談系の児童文学作家としても活動している。角川つばさ文庫の小説『恐怖コレクター』シリーズは累計90万部を突破し、コミック版も発売されている。また、韓国語版も刊行が続いており、2023年11月からは英語版の発売が米国で開始された。

## 人物像

### Jホラーの先駆者
高校、大学を通じて自主映画を製作。オリジナルビデオ『ほんとにあった怖い話』シリーズ、及びそれに続いて発表した『悪霊怪談／呪われた美女たち』(1995)、『亡霊学級』(1996)などのオリジナルビデオ・ホラーの恐怖演出が、Jホラーの映画作家たちに影響を与えた事から「Jホラーの先駆者」と呼ばれている。

### Jホラー作家に与えた影響
2001年の黒沢清監督作品『回路』のコンクリート壁の地下室に登場する赤いワンピースの女の恐怖シーンは、その9年前に発表された鶴田のオリジナルビデオ『ほんとにあった怖い話／第二夜』に収録されている『夏の体育館』に登場する赤いワンピースの女の恐怖シーンと酷似している。また黒沢は『CURE』（1997年）を発表する前年に、鶴田のオリジナルビデオ『亡霊学級』の宣材物に「一度本物の幽霊を見てみたいと思っている方に、鶴田映画をお薦めする。あそこに写っている幽霊は紛れもない本物だ」と推薦コメントをよせている（黒沢清「映画はおそろしい」青土社に載録）。「ユリイカ臨時増刊／総特集・怪談」（1998年）での鶴田と高橋洋の3人で行った鼎談でも、黒沢は鶴田作品を賞賛している（黒沢清「恐怖の対談」青土社に採録）。
清水崇は『THE JUON/呪怨』（2004年）撮影中のスタジオに鶴田が訪れた際、オリジナルビデオ『新・ほんとにあった怖い話／幽幻界』（1992年）収録の『踊り場の友だち』の恐怖演出を真似させて欲しいと許諾を求め、鶴田はこれを快諾した。1992年の鶴田作品『踊り場の友だち』には階段を駆け上がった女子高生が踊り場を通過する際に、うつむいてたたずむ少年のカットが一瞬挿入される恐怖シーンがある。それを真似て、『THE JUON/呪怨』の中でテッド･ライミが階段を下りて来て踊り場を通過する際に一瞬「俊雄」のカットが挿入されるシーンが生まれた。（和光大学12-11-04、鶴田法男の講演より）

## 家族・親族

### 鶴田家
（東京都）
- 祖父・孫兵衛（大映役員）
- 父・啓次郎（東京都三鷹市にあった名画座「三鷹オスカー」の経営者）
- 兄・浩司（「三鷹オスカー」の番組編成）

## 監督作品

### 劇場映画
- トネリコ（1985年） - 脚本
- ゴト師株式会社（1993年）
  - ゴト師株式会社II（1994年） - 宮下隼一と共同脚本
- リング0 バースデイ（2000年）
- 案山子 KAKASHI（2001年） - 三宅隆太、村上修、玉城悟と共同脚本
- 予言（2004年） - 高木登と共同脚本
- ほんとにあった怖い話～3D恐怖シアター（2005年）
- ドリーム・クルーズ（2007年） - 高山直也と共同脚本
- おろち（2008年）
- 王様ゲーム（2011年）
- POV〜呪われたフィルム〜（2012年） - 脚本
- トーク・トゥ・ザ・デッド（2013年） - 佐東みどり、一瀬隆重と共同脚本
- マダム・マーマレードの異常な謎（2013年） - 中村義洋、上田大樹と共同監督
- Z～ゼット～果てなき希望（2014年） - 酒巻浩史と共同脚本
- 戦慄のリンク 原題：网络凶铃／ワンリューシュンリン（中国映画）（2020年）

### ビデオフィーチャー映画
- ほんとにあった怖い話（1991年） - 小中千昭と共同脚本
  - ほんとにあった怖い話～第二夜（1991年）
  - 新・ほんとにあった怖い話～幽幻界（1992年）
- 戦慄のムー体験（1994年） - ビデオ再発題『真・恐怖体験～戦慄のムー体験・特別版』（鶴田のインタビューを収録）
- 真霊ビデオ
  1. 恐怖体験談集（1996年） - 構成・演出
  2. 心霊写真集（1996年） - 構成・演出
  3. 恐怖体験談（1999年） - 構成・演出（宮島幸雄と共同）
  4. 恐怖心霊写真（1999年） - 構成・演出（宮島幸雄と共同）
- 亡霊学級（1996年） - 小川智子と共同脚本
- 呪われた美女たち～悪霊怪談（1996年）
- Z～ゼット～完全版（2014年） - 総監督・脚本（『果てなき希望』）

### テレビドラマ
- 学校の怪談
  - ～春のたたりスペシャル「たたり」（1999年）
  - ～春の物の怪スペシャル「何かが憑いている」（2001年）
- ほんとにあった怖い話「オープニング」（1999年） - 脚本
  - ほんとにあった怖い話「深夜病棟」「白昼のベル」（1999年）
  - ほんとにあった怖い話2「オープニング」「真夜中の病室」「もうひとりの私」「遠い夏」（2000年）
  - ほんとにあった怖い話 春の恐怖ミステリー（2003年） - 脚本
  - ほんとにあった怖い話3（2003年） - 脚本
  - ほんとにあった怖い話（2004年）
  - ほんとにあった怖い話 特別編（2004年）
  - ほんとにあった怖い話 夏の特別編2004（2004年）
  - ほんとにあった怖い話 夏の特別編2005（2005年）
  - ほんとにあった怖い話 鎌倉ミステリーツアースペシャル 夏の特別編2006（2006年）
  - ほんとにあった怖い話 夏の特別編2007 前世の謎を解く 心のミステリーツアーSP
  - ほんとにあった怖い話 夏の特別編2008（2008年）
  - ほんとにあった怖い話 冬の特別編2009（2009年）
  - ほんとにあった怖い話 10周年記念～京都パワースポット･ツアー～（2009年）
  - ほんとにあった怖い話 夏の特別編2010 AKB48 まるごと浄霊スペシャル(2010年)
  - ほんとにあった怖い話 夏の特別編2011 (2011年)
  - ほんとにあった怖い話 夏の特別編2012 (2012年)
  - ほんとにあった怖い話 夏の特別編2013（2013年）
  - ほんとにあった怖い話 15周年スペシャル(2014年)
  - ほんとにあった怖い話 夏の特別編2015（2015年）
  - ほんとにあった怖い話 夏の特別編2016（2016年）
  - ほんとにあった怖い話 夏の特別編2017（2017年）「コール」-プロット協力
  - ほんとにあった怖い話 夏の特別編2018（2018年）「毟り取られた居場所」-山上ちはると共同脚本
  - ほんとにあった怖い話 夏の特別編2019（2019年）「肩の女」- 脚本協力
- 怪談百物語「雪女」（2002年）
- 愛と不思議と恐怖の物語 7人の巨匠がおくる7つのショートストーリー「瀕死体験」（2002年） - 三宅隆太と共同脚本
- スカイハイ（2003年）
  - スカイハイ2（2004年）
- 怪談新耳袋「ニシオカケンゴ」「覆水」「恋人」（2003年）
- ウルトラQ dark fantasy（2004年）
- 日本のこわい夜（2004年）
- ケータイ捜査官7（2008年）
- 悪霊病棟（2013年） - 脚本
- 怪奇大作戦 ミステリー・ファイル（2013年）「深淵を覗く者」

### 舞台
- 六番目の小夜子 (2022年)- 総監督
- 「恐怖コレクター」（2023年）監修

### WEB
- ピクニックの準備「おかいもの」 - 脚本

## 企画・原案

### ビデオ
- 真・恐怖体験2（2000年）

## 監修

### ビデオ
- 真霊ビデオ
  - V ほんとにあった怖い話 恐怖心霊写真館（1999年）
  - VI ほんとにあった怖い話 恐怖タレント体験談（1999年） - 出演

## 小説
- 知ってはいけない都市伝説（2013年） - 監修、著：佐東みどり、絵：小波ちま
- 恐怖コレクター- 巻ノ一は監修、以降共著、著：佐東みどり、絵：よん
  1. 巻ノ一 顔のない子供（2015年）
  2. 巻ノ二 呪いの鬼ごっこ（2015年）
  3. 巻ノ三 真夜中の笑い声（2016年）
  4. 巻ノ四 青い傘の悪夢（2016年）
  5. 巻ノ五 不幸のアプリ（2016年）
  6. 巻ノ六 消える犬（2017年）
  7. 巻ノ七 白い少年（2017年）
  8. 巻ノ八 裏切りの足音（2018年）
  9. 巻ノ九 黒にそまる手帳（2018年）
  10. 巻ノ十 届かない想い（2018年）
  11. 巻ノ十一 すれ違う影（2019年）
  12. 巻ノ十二 罠だらけの願い（2019年）
  13. 巻ノ十三 13日の金曜日（2019年）
  14. 巻ノ十四 集められた呪い（2020年）
  15. 巻ノ十五 終わりと始まり（2020年）
  16. 巻ノ十六 青いフードの少年（2021年）
  17. 巻ノ十七 消えた村（2021年）
  18. 巻ノ十八 明かされた過去（2022年）
  19. 巻ノ十九 顔の見えない少女（2022年）
  20. 巻ノ二十 宿命の再会（2022年）
  21. 巻ノ二十一 怪しい協力者（2023年）
  22. 巻ノ二十二 新たな絆（2023年）
  23. 巻ノ二十三　操られた友（2024年）
  24. 巻ノ二十四　消えない心（2024年）
  25. 巻ノ二十五　もうひとりの犬（2025年）
- 怪狩り - 共著：佐東みどり、絵：冬木
  1. 巻ノ一 よみがえる伝説（2019年）
  2. 巻ノ二 さまよう呪い（2019年）
  3. 巻ノ三 太陽と月の絆（2020年）
  4. 巻ノ四 希望の星（2020年）
  5. 巻ノ五 せまりくる悪夢（2021年）
  6. 巻ノ六 邪鬼の正体（2022年）
  7. 巻ノ七 最後の戦い（2022年)
- おもしろい話、集めました。N（2022年）
- 呪ワレタ少年 - 共著：佐東みどり、絵：なこ
  1. 彼の名を言ってはいけない（2023年）
  2. 彼の秘密を知ってはいけない（2024年）
  3. 彼のあとを追ってはいけない（2024年）
  4. 彼だけに見えるもの（2024年）
  5. 彼と旅する少女（2025年）

## 出演
- 学校の怪談～春の呪いスペシャル「おぞけ」（2000年）
- オカルトエンタメ大学（YouTubeチャンネル）：国民的心霊ホラードラマ「ほん怖」の中から最恐5選を鶴田法男監督が語ります。 - YouTube（2022年）
- オカルトエンタメ大学（YouTubeチャンネル）：リアル心霊現象も起きた!? 最恐の呼び声い伝説的ホラー「霊のうごめく家（OV版ほん怖）」について鶴田法男監督が教えます！ - YouTube（2022年）
- オカルトエンタメ大学（YouTubeチャンネル）：黒沢清×鶴田法男【Jホラー特別対談①】恐怖の裏側を語り尽くす！『ほん怖』『回路』『リング』『亡霊学級』 - YouTube（2024年）
- オカルトエンタメ大学（YouTubeチャンネル）：【Jホラー特別対談②】黒沢清×鶴田法男 『リング0』『降霊』『関テレ版 学校の怪談 - YouTube（2024年）